# Ал-Батани
Ал-Батани (855.—923.) је био астроном и математичар са југоистока Анадолије (његово име се пише још и као Ал Батани а на латинском Албатегниус, Албатегни, Албатениус ; пуно име му је: Абу Абулах Мухамед ибн Џабир ар-Раги ел Харани ас-Саби ал-Батани), рођен је у Харону у близину Урфе у Турској. Његов надимак ас-Саби говори да су његови преци били чланови секте Сабенс који су обожавали звезде, као њихов савременик са пореклом из истог града Табин ибит Кура, али његово цело име потврђује да је био муслиман. За њега понекад кажу да је био арапски Птолемеј.
Ал-Батани је радио у Сирији у Ар-Раги и у Дамаску где је преминуо.
Његово главно дело, Kitāb az-Zīj al-Sabi (le « Livre des tables sabéennes ») чине 57 поглавља која су преведена на латински под називом De Motu Stellarum од стране Платона де Тиволија 1116. године (штампано 1537. године од стране Меланхтона, а ближе га је објаснио Регимонтанус), је значајно утицало на европску астрономију. Дело је поново штампано 1645. године у Болоњи. Платонов оригинални рукопис је сачуван у Ватиканској библиотеци. Библиотека у Ескоријалу поседује рукопис астрономске хронологије Ал-Батанија.
Један кратер на Месецу носи име Албатегниус, у његову част.

## Астрономија
Он је кориговао неке Птолемејеве прорачуне а такође је израдио нове таблице за Сунце као и за Месец које су дуго биле важеће. Он је такође изучавао дељење небеске сфере. Открио је апогеј Сунца и израчунао вредност прецесије евиноксије (54,5" годишње) а такође и нагиб Земљине осе (23° 35').
На основу тога, Батани је потпуно извесно тврдио да је дужина соларне године 365 дана, 5 сати, 46 минута и 24 секунде.
Батани се снажно супротстављао Птолемејевој дотад општеприхваћеној доктрини о мерњу равнодневнице, коју су западни астрономи бранили с великим респектом све до 16. века. Исправност Батанијевог суда на Западу је постала очигледна тек у последњим столећима нашег доба.‍:pp. 266–267.
Коперник је у свом славном делу revolutionibus orbium coelestium написаном 1543. године се послужио Ал-Батанијевим делима цитирајући га под латинским именом Machometi Aracenfis што показује да га је веома инспирисао овај муслимански научник из деветог века.
Абу Рејхан Бируни је о Батанијевим сјајним резултатима написао засебну књигу Đala al-azham fi Zidž al-Batani [Блесак умова у Батанијевом хороскопу]. С друге стране, истина је да је Абдурахман Суфи критиковао Батанијев хороскоп због ауторове специфичне методе еклиптичке поделе, међутим Карло Налино тврди да Суфи није адекватно уочио прецизност Батанијевих теорија.‍:pp. 267.
Што се тиче индустрије која је онда пратила астрономска истраживања, Батани је изумео нови сферични астролаб које је због његовог јајастог облика назвао al-Bajza. Он је у 57. поглављу свог чувеног хороскопа детаљно изложио како се прави тај астролаб. Наравно, овде треба споменути и то да је он опсежно истраживао могућност прстенастог помрачења Сунца и прецизно одређивао околности под којима ће се јасно угледати млади Месец.‍:pp. 267–268.
Никола Коперник (1473–1543) под јасним је утицајем Батанија у својим посебним теоријама о Сунчевом кретању и о две равнодневице. Такав утицај може се приметити и код осталих славних европских астронома, као што су Тихо Брахе (1546–1601), Јохан Кеплер (1571–1630), Галилео Галилеј (1564–1642) и славни енглески астроном Ричард Данторн.‍:pp. 268.
Батанијев чувени хорскоп (написан 900. а на латински језик преведен 1050. године‍:pp. 1089.) носи назив az-Zidž as-Sabi и резултат је његових многобројних опсерваторијских истраживања, углавном заснованих на Птолемејевом астрономском светопогледу. Батанијев хорскоп је имао изузетно важну улогу у усавршавању астрономије и сферне тригонометрије у раном послеренесансном нововековном периоду.‍:pp. 268. Батани је земаљску равнодневницу измерио на 50,2 лучне секунде (50,2").‍:pp. 281.
Осим поменутог хороскопа, Батани је за собом оставио и друга драгоцена дела, укључујући ауторске списе, преводе и научне трактате и есеје, од којих ћемо, у следећим редовима, издвојити најважније:
- Marifatu matali al-burudž fi ma bajna arba’ al-falak;
- Risalatun fi tahkiki akdari al-itisalat, у којој је овај славни астроном писао о тригонометријском решавању одређених астрономских питања;
- Kitabu arba’ati makalat fi ahkami ilmi nuđum [Четири трактата о основама астрономије као науке], који представљају опсежан коментар Птолемејевог дела Tetrabiblos [Четири књиге] посвећен његовом ученику;
- Tadžridu usuli tarkib al-đujub, дело које је Батани такође написао на арапском језику због пространости арапског говорног подручја;[6]‍:pp. 268–269.
- Tadil al-kavakib.[6]‍:pp. 1057.

Астрономска дела која су муслимани писали након Батанија била су заправо нека врста коментара и објашњења онога што је тај велики астроном у својој књизи написао.‍:pp. 995.
Славни француски астроном Жозеф Лаланд (Joseph Jerome Lefrancois de Lalande, 1732–1807), Батанија је уврстио међу двадесет највећих астронома у историји човечанства.‍:pp. 1057.

## Математика
Вероватно не познајући радове индијског астронома из деветог века Арјабата увео је употребу синуса у рачунање а делимично и тангенц, формирајући тако основе данашње тригонометрије.
Батани је у својим истраживањима углавном оставио по страни Птолемејев начин који се своди на фундаменте хипотенузе.‍:pp. 220.
Користио је идеје Ал-Марвазија за тангенс да би развио методе рачунања тангенса и котангенса и направио њихове таблице.
Израдио је више тригонометријских формула :
{\displaystyle \tan a={\frac {\sin a}{\cos a}}}
{\displaystyle \sec a={\sqrt {1+\tan ^{2}a}}}
Решио је једначину :
{\displaystyle \sin x=a\cos x\,}
Тумачећи их једначином :
{\displaystyle \sin x={\frac {a}{\sqrt {1+a^{2}}}}}
Батанијева дела су преводили на латински језик. Његова дела су превели Герард од Кремоне (1114–1187), Џон од Севиље, Платон Тибуртинус од Тиволија.
Платон Тибуртинус је на латински језик превео занимљива дела о астрономији, математици, геометрији и филозофији. Иако су Платонови преводи бројни, историчари ипак издвајају његов превод Батанијевог грандиозног дела az-Zidž as-Sabi.‍:pp. 994–995.